# Chris Farrell

a Compétitions nationales et continentales officielles uniquement.

b Matchs officiels uniquement.
Dernière mise à jour le 10 janvier 2025.
Chris Farrell, né le 16 mars 1993 à Belfast (Irlande du Nord), est un joueur international irlandais de rugby à XV évoluant au poste de centre. Il joue pour le club d'Oyonnax rugby, en Pro D2.

## Biographie
Chris Farrell joue avec la province de l'Ulster, basée à Belfast en Irlande du Nord. Il dispute son premier match de Pro12 le 26 décembre 2011 face au Leinster en étant titulaire.
Chris Farrell rejoint pour la saison 2014-2015 le FC Grenoble. Il quitte finalement le club isérois en 2017, à la suite de la descente de Grenoble en Pro D2, pour rejoindre la province irlandaise du Munster en Pro14.
Il a obtient sa première cape internationale avec l'Irlande le 18 novembre 2017 à l’occasion d’un test-match contre l'équipe des Fidji à Dublin.
Le 2 mars 2023, il est libéré de son contrat avec le Munster. Il s'engage ensuite avec Oyonnax rugby, alors en Pro D2, en tant que joker médical de Gabiriele Lovobalavu. Après avoir convaincu les entraineurs ainsi que les dirigeants par ses bonnes performances, il est prolongé jusqu'en 2025 avec le club de l'Ain.
En décembre 2024, Chris Farrell comparaît avec quatre autres ex-rugbymen du club de Grenoble pour « non-empêchement de crime » dans une affaire de viol en réunion ayant eu lieu en 2017. Il est condamné à quatre ans de prison ferme, dont deux avec sursis, pour non-assistance à personne en danger. Sa peine est aménageable à domicile.

## Palmarès
- Finaliste du Pro14 en 2021 avec le Munster Rugby.
- Vainqueur du Championnat de France de Pro D2 en 2023 avec Oyonnax Rugby.